# Flesh and Blood (téléfilm, 1979)
Pour les articles homonymes, voir Flesh and Blood.
Flesh and Blood est un téléfilm américain réalisé par Jud Taylor, diffusé en 1979.

## Synopsis
Bobby Fallon purge une peine en prison pour avoir agressé un policier. Tandis qu'il tue le temps en s'entraînant à la boxe, il est repéré par Gus Caputo, entraîneur, qui envisage de faire de lui un champion.

## Fiche technique
- Titre : Flesh and Blood (litt. « Chair et Sang »)
- Réalisation : Jud Taylor
- Scénario : Eric Bercovici, adapté du roman éponyme de Pete Hamill
- Photographie : Vilmos Zsigmond
- Montage : Gerard Wilson
- Production : Herbert Hirschman (en)
- Musique : Billy Goldenberg
- Société de production : Paramount Television
- Pays d'origine : États-Unis
- Format : Couleurs - 1,33:1 - Mono - 35 mm
- Genre : Drame
- Durée : 240 minutes
- Date de diffusion : 14 octobre 1979 sur CBS

## Distribution
- Luca Bercovici (en) : Bellhop
- Tom Berenger : Bobby Fallon
- John Cassavetes : Gus Caputo
- Anthony Charnota : Freddie
- Pat Corley
- Ji-Tu Cumbuka : Woody Shaw
- Kristin Griffith : Michelle
- Stack Pierce : Big Moony
- Suzanne Pleshette : Kate Fallon
- Jack Rader : Charlie
- Bert Remsen : Joe Jorgenson
- Mitch Ryan : Jack Fallon
- Dolph Sweet : Thompson
- Denzel Washington : Kirk

## Récompenses et nominations
- Emmy Awards 1980 : Nomination pour le meilleur second rôle (John Cassavetes).